# 内出好吉
内出 好吉（うちで こうきち、1911年3月26日 - 1994年6月5日）は、日本の映画監督。宮城県加美郡小野田町（現・加美町）出身。

## 概要
旧制神奈川県立逗子中学校卒。早稲田大学文学部在学中の1934年に長谷川一夫の勧めで松竹京都撮影所に入社し大学を中退。1943年に召集され、1947年に復職。1955年に東映京都撮影所に移籍。東映の路線転換によりテレビ部のディレクターに転身し、1963年にフリーとなった。
主にナショナル劇場『水戸黄門』『大岡越前』『江戸を斬る』などのテレビ時代劇のディレクターとして活躍。『水戸黄門』では東野英治郎主演版第1部（1969年）から最終シリーズの第13部（1983年）まで足掛け13年半にわたり156本を担当し現役を退いた。
1994年6月5日午前11時48分に肺癌のため死去（83歳没）。

## 代表作品

### テレビ
| 期間           | 期間           | 番組名                  | 制作（放送局）                                                                                      | サブタイトル |
| -------------- | -------------- | ----------------------- | --------------------------------------------------------------------------------------------------- | --- |
| 1968年4月4日   | 1968年9月26日  | カツドウ屋一代          | 毎日放送 人間プロダクション                                                                         | 第8話 「松ちゃん斬りまくる」 第9話 「好敵手現わる」 第10話 「忍術映画大当り」 第11話 「鬼の目に涙がわく」 第12話 「狐と狸をだます」 第13話 「男ならやってみな」 第14話 「いかす野郎ども」 第15話 「七人の子供と十五人の居候」 第16話 「紫頭巾あらわる」 第17話 「七人の敵あり」 第18話 「女房と女親分」 第19話 「女の中にいる悪魔」 第20話 「かけおち」 第21話 「恋の橋」 第22話 「忠臣蔵前夜」 第23話 「でっかい夢」 第24話 「君恋し」 第25話 「スター誕生」 第26話 「不死鳥」 |
| 1968年10月8日  | 1969年4月1日   | 五人の野武士            | 日本テレビ 東宝 三船プロダクション                                                                  | 第3話 「女をつれて地獄へ行け」 第6話 「地獄谷の美女」 第9話 「忍法”忍び返し”」 第10話 「狼火は砦にあがる」 第14話 「血闘 虎谷の関」 第15話 「剣豪 故郷へ行く」 第18話 「剣だけが知っていた」 第19話 「決闘 妻恋峠」 第22話 「陰謀」 第26話 「天下を蹴る」 |
| 1969年8月4日   | 1970年3月9日   | 水戸黄門 第1部          | C.A.L 東映 TBS                                                                                      | 第4話 「消えた花嫁 -三島宿- 」 第5話 「血槍の弥平 -江尻宿- 」 第7話 「雨あがる -大井川- 」 第9話 「黄金の谷 -御油宿- 」 第13話 「追いつめられて -堺港- 」 第17話 「人情喧嘩そば -岡山- 」 第18話 「じゃじゃ馬ならし -津山- 」 第21話 「子の刻登城 -高遠- 」 第23話 「初春・役者騒動記 -高山- 」 第26話 「越後騒動 -高田- 」 第27話 「暗闇の長者 -白河- 」 第29話 「ならず者 -桐- 」 第31話 「乱闘・鷹ノ巣峠 -忍- 」 第32話 「水戸の白梅 -水戸- 」 |
| 1970年3月16日  | 1970年9月21日  | 大岡越前 第1部          | C.A.L 東映 TBS                                                                                      | 第5話 「血の直訴状」 第9話 「鬼面夜叉」 第11話 「呑舟先生はどこだ」 第12話 「すっとび辰の片思い」 第14話 「地獄の使者」 第19話 「悪魔の人形使い（前篇）」 第20話 「悪魔の人形使い（後篇）」 第24話 「蛇の目傘の女」 第25話 「纏女房」 第26話 「疑惑の顔」 |
| 1970年9月28日  | 1971年5月10日  | 水戸黄門 第2部          | C.A.L 東映 TBS                                                                                      | 第4話 「漆三代 -会津若松- 」 第5話 「身替り花婿 -米沢- 」 第6話 「仇討ち無情 -松島- 」 第7話 「人情鬼剣舞 -花巻- 」 第12話 「黒い誓約書 -久保田- 」 第13話 「仇討角兵衛獅子 -新庄- 」 第15話 「叱られた黄門様 -山形- 」 第16話 「佐渡恋情 -佐渡- 」 第22話 「怒れ!格さん -垂井- 」 第23話 「謀略の渦 -福井- 」 第24話 「悪い奴ら -宮津- 」 |
| 1971年5月8日   | 1972年4月29日  | 清水次郎長              | フジテレビ 東映 タケワキプロダクション                                                              | 第30話 「強がり男と変な娘」 第36話 「情が仇の殴り込み」 第37話 「丁半めくら勝負」 第38話 「あねさんのうまい味噌汁」 第49話 「石松かたきは討ったぞ」 第51話 「血煙り荒神山」 |
| 1971年5月17日  | 1971年9月21日  | 大岡越前 第2部          | C.A.L 東映 TBS                                                                                      | 第1話 「紫の女」 第2話 「悪の決算」 第6話 「権三と助十」 第11話 「騒乱」 第14話 「呪われた鎧」 第15話 「煙草屋喜八」 第16話 「朝顔」 第23話 「鬼の目に涙」 第26話 「脅迫者」 |
| 1971年11月29日 | 1972年6月5日   | 水戸黄門 第3部          | C.A.L 東映 TBS                                                                                      | 第4話 「人狩り -三島- 」 第5話 「掟を破った黄門さま -駿河- 」 第7話 「日本一の川人足 -島田- 」 第8話 「雪姫変化 -掛川- 」 第9話 「愛のむち -浜松- 」 第12話 「消えた密書 -宮- 」 第13話 「死を賭けた願い -桑名- 」 第16話 「あほんだら兄ちゃん -河内- 」 第19話 「姿なき復讐 -徳島- 」 第20話 「帰って来た男 -土佐- 」 |
| 1972年6月12日  | 1973年1月15日  | 大岡越前 第3部          | C.A.L 東映 TBS                                                                                      | 第2話 「江戸わずらい」 第7話 「血を吸う宝石」 第8話 「越前の娘」 第11話 「夜の奉行」 第14話 「忠相旅日記」 第18話 「過去を逃れて」 第20話 「ゆすり」 第23話 「狙われた男」 第28話 「右の腕」 |
| 1972年9月2日   | 1973年1月6日   | 二人の素浪人            | フジテレビ 東映                                                                                     | 第11話 「宿場牢の襲撃を断て!」 第12話 「対決!仕込み刀殺法」 第17話 「天竜に怨を流せ」 第19話 「故郷を焼くひとり旅」 |
| 1973年1月22日  | 1973年9月17日  | 水戸黄門 第4部          | C.A.L 東映 TBS                                                                                      | 第5話 「黒いひげの黄門さま -長岡- 」 第6話 「越後血風録 -高田- 」 第11話 「地獄に落ちた悪い奴 -庄内- 」 第12話 「なまはげ様のお通りだ! -秋田- 」 第13話 「曲わっぱの恋 -大館- 」 第19話 「七人の暗殺者 -三戸- 」 第20話 「湖水の女 -十和田- 」 第21話 「南部鉄瓶由来 -盛岡- 」 第23話 「泥棒にされた黄門さま -一ノ関- 」 第25話 「狙われた弥七 -仙台- 」 第28話 「庄助さんの娘 -会津若松- 」 第29話 「しのびの殿さま -郡山- 」 第30話 「御用金強奪事件 -白河- 」 第32話 「からくり異聞 -宇都宮- 」 第33話 「長槍始末記 -古河- 」 第35話 「旅こそ人生 -水戸- 」                               |
| 1973年9月22日  | 1984年3月31日  | 大江戸捜査網第3シリーズ | 三船プロダクション ヴァンフィル 金剛プロダクション 六本木オフィス 松プロダクション 東京12チャンネル | 第33話 「恐怖の脱出作戦 」 第34話 「復讐は俺にまかせろ!」 第109話 「火花散る隠密七変化」 第156話 「理由なき殺人」 第157話 「悲しき泥棒稼業」 第211話 「明日なき殺しの報酬」 |
| 1973年9月24日  | 1974年3月25日  | 江戸を斬る 梓右近隠密帳 | C.A.L 東映 TBS                                                                                      | 第8話 「喜内のにわか彦左」 第12話 「浪人非情」 第13話 「巷談・八百屋お七」 第22話 「闇のなかの狼」 第23話 「浪人無惨」 第24話 「狙われた秘薬」 |
| 1974年4月1日   | 1974年9月30日  | 水戸黄門 第5部          | C.A.L 東映 TBS                                                                                      | 第1話 第2話 「仇討ち甲州路 -青梅- 」 第3話 「命をかけた友情 -塩山- 」 第10話 「恋にかける天の橋立 -宮津- 」 第13話 「浪花女のど根性 -大坂- 」 第15話 「黄門さまの鬼退治 -岡山- 」 第18話 「身がわり花嫁 -宇和島- 」 第19話 「親恋し娘巡礼 -今治- 」 第20話 「親をだました親孝行 -徳山- 」 第23話 「野望の代償 -唐津- 」 第25話 「黄門爆殺計画 -長崎- 」 第26話 「福江城の対決 -五島- 」 |
| 1974年10月7日  | 1975年3月24日  | 大岡越前 第4部          | C.A.L 東映 TBS                                                                                      | 第2話 「仕掛けられた罠」 第6話 「黒い影」 第7話 「形見の観音像」 第9話 「母子しぐれ」 第11話 「かわうそ仁術」 第13話 「除夜の鐘」 第14話 「巷談 縛られ地蔵」 第17話 「友情」 第22話 「人情雛裁き」 第23話 「持った病の人助け」 |
| 1974年10月1日  | 1977年3月29日  | 破れ傘刀舟悪人狩り      | NET 三船プロダクション 中村プロダクション                                                           | 第4話 「毒花は散った」 第43話 「運命の標的」 第54話 「男沼・女沼・恋の沼」 第56話 「闇に咲く白粉花」 第103話 「怪談赤いろうそく」 第105話 「闇の中に鈴が鳴る」 |
| 1975年3月31日  | 1975年11月3日  | 水戸黄門 第6部          | C.A.L 東映 TBS                                                                                      | 第3話 「よみがえった男 -人吉- 」 第7話 「姫だるまに似た女 -大分- 」 第9話 「偽黄門さまの助太刀 -福岡- 」 第16話 「讃岐うどんは恋の味 -高松- 」 第18話 「紙を喰う虫 -高知- 」 第20話 「若者の恋 -和歌山- 」 第22話 「父恋し伊勢参り -伊勢- 」 第25話 「海道一の大盗人 -金谷- 」 第27話 「箱根の山は天下の嶮 -箱根- 」 第28話 「めぐり逢い -鎌倉- 」 第32話 「素晴らしきかな人生 -水戸- 」 |
| 1975年4月6日   | 1975年9月28日  | 長崎犯科帳              | 日本テレビ ユニオン映画                                                                             | 第12話 「刃には刃 眼には眼を」 第13話 「闇に消えた用心棒」 |
| 1975年11月10日 | 1976年5月17日  | 江戸を斬るII            | C.A.L 東映 TBS                                                                                      | 第11話 「二人鼠小僧」 第14話 「危うし紫頭巾」 第15話 「めで鯛八五郎」 第16話 「燃える牢獄」 第18話 「忠治、江戸に現わる」 第20話 「娘目明し」 |
| 1976年5月24日  | 1977年1月10日  | 水戸黄門 第7部          | C.A.L 東映 TBS                                                                                      | 第3話 「人情喧嘩まんじゅう -仙台- 」 第4話 「御用船大爆破!! -石巻- 」 第6話 「武士道無明 -盛岡- 」 第7話 「帰って来た南部駒 -八戸- 」 第11話 「津軽こぎん -弘前- 」 第14話 「八兵衛殿様五万石 -横手- 」 第17話 「黄門様の駒裁き -天童- 」 第18話 「盗まれた印籠 -山形- 」 第19話 「最上紅花恋の唄 -米沢- 」 第20話 「暴れ姫君 -会津- 」 第22話 「つけ馬連れた若旦那 -新潟- 」 第23話 「地獄で聞いた佐渡おけさ -佐渡- 」 第25話 「母恋し、父（ちゃん）悲し -高田- 」 第28話 「ひょうろく玉の仇討ち -諏訪- 」 第32話 「高嶺の花が俺の嫁! -高崎- 」 第34話 「日光街道日本晴れ -宇都宮・水戸- 」 |
| 1976年10月3日  | 1981年9月27日  | 桃太郎侍                | 日本テレビ 東映 アイウエオ企画                                                                      | 第66話 「嘘とまことの仇討悲願」 第67話 「すずめの初恋」 |
| 1977年1月17日  | 1977年7月11日  | 江戸を斬るIII           | C.A.L 東映 TBS                                                                                      | 第3話 「金四郎の縁談」 第5話 「人情遠山裁き」 第6話 「すった財布が縁結び」 第9話 「暗闇の追跡」 第10話 「恐怖の辻斬り」 第11話 「女だてらに河内山」 |
| 1977年4月5日   | 1977年12月27日 | 破れ奉行                | テレビ朝日 三船プロダクション 中村プロダクション                                                    | 第32話 「さすらいの異人花」 |
| 1977年7月18日  | 1978年1月30日  | 水戸黄門 第8部          | C.A.L 東映 TBS                                                                                      | 第3話 「東海道お化け旅籠 -平塚- 」 第4話 「黄門さまに似た男 -沼津- 」 第5話 「秘密を握られた男 -清水- 」 第6話 「自慢高慢馬鹿のうち -駿府- 」 第7話 「助さんの身替り亭主 -掛川- 」 第9話 「人情しだれ柳 -岡崎- 」 第13話 「芝居になった漫遊記 -伊勢- 」 第16話 「非情の対決 -橋本- 」 第18話 「黄門さまの土蔵破り -堺- 」 第22話 「海鳴り龍王岬 -高知- 」 第24話 「裏切り武士道 -宇和島- 」 第25話 「初春博多囃子 -博多- 」 第28話 「愛の奇蹟 -宮崎- 」 第29話 「妖雲晴れた桜島 -鹿児島- 」                                                                                                  |
| 1978年2月6日   | 1978年7月31日  | 大岡越前 第5部          | C.A.L 東映 TBS                                                                                      | 第4話 「恐怖!雨の夜の辻斬り」 第7話 「かけた情に怨みの十手」 第11話 「白州に哭いた母二人」 第15話 「天下御免の偽名医」 |
| 1978年8月7日   | 1979年2月5日   | 水戸黄門 第9部          | C.A.L 東映 TBS                                                                                      | 第2話 「死を賭けた武士道 -いわき- 」 第5話 「黄門様のそっくりさん -仙台- 」 第10話 「風雲久保田城 -秋田- 」 第13話 「黄門様の泥棒ごっこ -長岡- 」 第14話 「鈴に秘めた愛 -高田- 」 第15話 「名工二代輪島塗り -輪島- 」 第17話 「越前めおと奉書 -福井- 」 第18話 「命を賭けた忍びの掟 -五箇山- 」 第20話 「帰って来た中乗りさん -木曽福島- 」 第23話 「からくりお茶壺道中 -甲府- 」 第24話 「弟思いの一番勝負 -川越- 」 第26話 「代官を救った文庫 -佐野- 」 |
| 1978年9月20日  | 1979年3月14日  | 疾風同心                | 東京12チャンネル C.A.L 東映                                                                         | 第12話 「人情浮世絵ざんげ」 第13話 「闇に泣く恐怖の面」 第17話 「お囃子お新」 第19話 「恋を逆手の悪い奴」 |
| 1978年10月3日  | 1979年3月27日  | 破れ新九郎              | テレビ朝日 中村プロダクション 生田スタジオ                                                          | 第24話 「六十二万石の鯉騒動 下飯坂菊馬」 |
| 1979年8月13日  | 1980年2月11日  | 水戸黄門 第10部         | C.A.L 東映 TBS                                                                                      | 第2話 「女度胸の鉄火肌 -神奈川- 」 第3話 「狐が化けたお姫様 -小田原- 」 第4話 「仇討ち箱根馬子唄 -箱根- 」 第8話 「関所の沙汰は銭次第 -新居- 」 第9話 「三人の無法者 -新城- 」 第11話 「黄門様は呼びこみ日本一!! -四日市- 」 第13話 「罠にはまった男 -水口- 」 第14話 「鬼が盗んだ運上金 -草津- 」 第16話 「母恋し鈴鹿馬子唄 -大津- 」 第19話 「恋しきひとの琴 -犬山- 」 第20話 「名工二代志野茶碗 -多治見- 」 第22話 「赤い財布の恩返し -馬籠- 」 第23話 「めざす敵はお殿様 -高遠- 」 第26話 「日本晴れ!!水戸街道 -水戸- 」                                                                 |
| 1980年2月18日  | 1980年8月11日  | 江戸を斬るV             | C.A.L 東映 TBS                                                                                      | 第6話 「使えぬ右手が謎を解く」 第16話 「紫頭巾の復讐鬼」 第20話 「母恋しぐれ」 第21話 「姿なき脅迫者」 |
| 1980年4月5日   | 1980年9月27日  | 雪姫隠密道中記          | 毎日放送 S.H.P 東映                                                                                 | 第7話 「悪代官は瓜ふたつ -柳井- 」 第8話 「怨霊が住む城 -広島- 」 第19話 「陰謀渦巻く大井川 -金谷- 」 第25話 「命を賭けた恩返し -保土ヶ谷- 」 第26話 「悲願叶った日本晴れ -江戸- 」 |
| 1980年8月18日  | 1981年2月9日   | 水戸黄門 第11部         | C.A.L 東映 TBS                                                                                      | 第2話 「夏祭り 姫君暗殺計画 -二本松- 」 第3話 「悲願を賭けた砲術くらべ -米沢- 」 第9話 「隠密津軽凧 -弘前- 」 第10話 「北の岬の仇討 -八戸- 」 第12話 「瞼の父は用心棒 -宮古- 」 第14話 「河豚にあたった若旦那 -仙台- 」 第17話 「親不孝トンテンカン -三条- 」 第18話 「天晴れ早駈け 勝ち名乗り -与板- 」 第19話 「馬に蹴られた悪企み -三国峠- 」 第21話 「初春 黄門さまの用心棒 -秩父- 」 第25話 「胸に悲願の裏切り者 -佐倉- 」 第26話 「一陽来復 水戸の春 -岩槻・水戸- 」 |
| 1981年8月31日  | 1982年3月1日   | 水戸黄門 第12部         | C.A.L 東映 TBS                                                                                      | 第6話 「助さんそっくり千両役者 -郡上八幡- 」 第7話 「お志乃に惚れた提灯作り -岐阜- 」 第11話 「献上塩昆布にかけた意地 -大坂- 」 第14話 「金毘羅様の鬼退治 -丸亀- 」 第15話 「娘意気地の生一本 -柳井- 」 第19話 「初春姫君替え玉騒動 -姫路- 」 第21話 「湯気に隠れた悪企み -山中- 」 第22話 「秘伝の薬で悪退治 -富山- 」 第23話 「弥七を騙った悪い奴 -善光寺- 」 第25話 「嘘を承知で親孝行 -富岡- 」 |
| 1982年10月18日 | 1983年4月11日  | 水戸黄門 第13部         | C.A.L 東映 TBS                                                                                      | 第13話 「真実を尽した妻の愛 -高野- 」 第17話 「出雲の和紙の縁結び -大社- 」 第25話 「消えた黄門様 -延岡- 」 |

### 映画
| 公開年月日     | 作品名                        | 制作（配給）              |
| -------------- | ----------------------------- | ------------------------- |
| 1951年12月21日 | 薩摩飛脚                      | 松竹京都撮影所 松竹       |
| 1952年5月29日  | 月形半平太                    | 松竹京都撮影所 松竹       |
| 1952年8月28日  | 柳生の兄弟                    | 松竹京都撮影所 松竹       |
| 1953年1月22日  | 江戸いろは祭り                | 松竹京都撮影所 松竹       |
| 1953年3月26日  | 疾風からす隊                  | 松竹京都撮影所 松竹       |
| 1953年9月8日   | 天馬往来                      | 松竹京都撮影所 松竹       |
| 1954年2月10日  | ひよどり草紙                  | 新芸術プロダクション 松竹 |
| 1954年6月23日  | 美男天狗党                    | 松竹京都撮影所 松竹       |
| 1955年3月13日  | 彦佐と太助 俺は天下の御意見番 | 東映京都撮影所            |
| 1955年3月20日  | 彦佐と太助 殴り込み吉田御殿   | 東映京都撮影所            |
| 1955年6月21日  | 天兵童子 第一篇 波濤の若武者  | 東映京都撮影所            |
| 1955年6月28日  | 天兵童子 第二篇 高松城の密使  | 東映京都撮影所            |
| 1955年7月5日   | 天兵童子 完結篇 日の丸初陣    | 東映京都撮影所            |
| 1955年8月7日   | 御存じ快傑黒頭巾 新選組追撃   | 東映京都撮影所            |
| 1955年8月29日  | 牢獄の花嫁                    | 東映京都撮影所            |
| 1955年11月22日 | ふり袖小天狗                  | 東映京都撮影所            |
| 1955年12月28日 | 御存じ快傑黒頭巾 危機一発     | 東映京都撮影所            |
| 1956年2月18日  | 鍔鳴浪人                      | 東映京都撮影所            |
| 1956年4月4日   | 剣法奥儀 飛剣鷹の羽           | 東映京都撮影所            |
| 1956年6月14日  | 満月あばれ笠                  | 東映京都撮影所            |
| 1956年9月11日  | 海の百万石                    | 東映京都撮影所            |
| 1956年9月18日  | 緑眼童子 神変からくり屋敷     | 東映京都撮影所            |
| 1956年9月26日  | 緑眼童子 解決編               | 東映京都撮影所            |
| 1956年11月14日 | 鞍馬天狗 第一話 白馬の密使    | 東映京都撮影所            |
| 1956年12月11日 | 神変美女桜                    | 東映京都撮影所            |
| 1957年3月20日  | 雨の花笠                      | 東映京都撮影所            |
| 1957年6月4日   | さけぶ雷鳥                    | 東映京都撮影所            |
| 1957年6月10日  | さけぶ雷鳥 第二部             | 東映京都撮影所            |
| 1957年6月18日  | さけぶ雷鳥 解決篇             | 東映京都撮影所            |
| 1957年9月15日  | 満月乙女笠                    | 東映京都撮影所            |
| 1957年12月1日  | 竜虎捕物陣一番手柄 百万両秘面 | 東映京都撮影所            |
| 1957年12月8日  | 竜虎捕物陣二番手柄 疾風白狐党 | 東映京都撮影所            |
| 1958年1月22日  | 素っ飛び笠                    | 東映京都撮影所            |
| 1958年5月20日  | 少年三国志 第一部             | 東映京都撮影所            |
| 1958年5月27日  | 少年三国志 第二部             | 東映京都撮影所            |
| 1958年6月15日  | 唄祭り三人旅                  | 東映京都撮影所            |
| 1958年9月3日   | 剣は知っていた 紅顔無双流     | 東映京都撮影所            |
| 1958年9月3日   | 満月かぐら太鼓                | 東映京都撮影所            |
| 1958年10月14日 | 濡れ燕 くれない権八           | 東映京都撮影所            |
| 1959年2月11日  | あばれ大名                    | 東映京都撮影所            |
| 1959年8月11日  | 里見八犬傳                    | 東映京都撮影所            |
| 1959年8月19日  | 里見八犬傳 妖怪の乱舞         | 東映京都撮影所            |
| 1959年8月26日  | 里見八犬傳 八剣士の凱歌       | 東映京都撮影所            |
| 1959年8月26日  | 榛名はやし 喧嘩鷹             | 東映京都撮影所            |
| 1959年11月15日 | ひばり捕物帖 ふり袖小判       | 東映京都撮影所            |
| 1960年1月9日   | 孔雀秘帖                      | 東映京都撮影所            |
| 1960年2月14日  | あらくれ大名                  | 東映京都撮影所            |
| 1960年4月26日  | 照る日くもる日                | 第二東映京都撮影所        |
| 1960年5月3日   | 照る日くもる日 後篇           | 第二東映京都撮影所        |
| 1960年5月10日  | さいころ無宿                  | 東映京都撮影所            |
| 1960年5月29日  | 草間の半次郎 霧の中の渡り鳥   | 東映京都撮影所            |
| 1960年8月7日   | 怪談五十三次                  | 第二東映京都撮影所        |
| 1960年11月30日 | 緋ぼたん浪人                  | 第二東映京都撮影所        |
| 1961年1月9日   | 鉄火大名                      | 東映京都撮影所            |
| 1961年1月26日  | 鳴門秘帖                      | 東映京都撮影所            |
| 1961年2月19日  | 鳴門秘帖 完結篇               | 東映京都撮影所            |
| 1961年4月18日  | さいころ奉行                  | 東映京都撮影所            |
| 1961年6月6日   | ちゃりんこ街道                | 東映京都撮影所            |
| 1961年8月23日  | 情無用の喧嘩状                | ニュー東映京都撮影所      |
| 1961年10月7日  | お世継ぎ初道中                | 東映京都撮影所            |
| 1962年4月11日  | 大江戸の鷹                    | 東映京都撮影所            |
| 1962年6月17日  | 祇園の暗殺者                  | 東映京都撮影所            |
| 1962年8月4日   | 怪談三味線掘                  | 東映京都撮影所            |
| 1962年10月21日 | 髑髏銭                        | 東映京都撮影所            |
| 1963年2月23日  | 柳生武芸帳 片目の十兵衛       | 東映京都撮影所            |
| 1963年4月6日   | 夜霧の上州路                  | 東映京都撮影所            |
| 1963年6月9日   | てなもんや三度笠              | 東映京都撮影所            |
| 1963年8月7日   | 柳生武芸帳 剣豪乱れ雲         | 東映京都撮影所            |
| 1963年10月13日 | 続・てなもんや三度笠          | 東映京都撮影所            |
| 1964年2月1日   | 大笑い殿さま道中              | 東映京都撮影所            |